# Négrondes
Négrondes is een gemeente in het Franse departement Dordogne (regio Nouvelle-Aquitaine) en telt 659 inwoners (1999). De plaats maakte deel uit van het arrondissement Périgueux. Na de aanpassing van de arrondissementsgrenzen vanaf 2017 door het arrest van 30 december 2016 behoort zij tot het arrondissement Nontron.

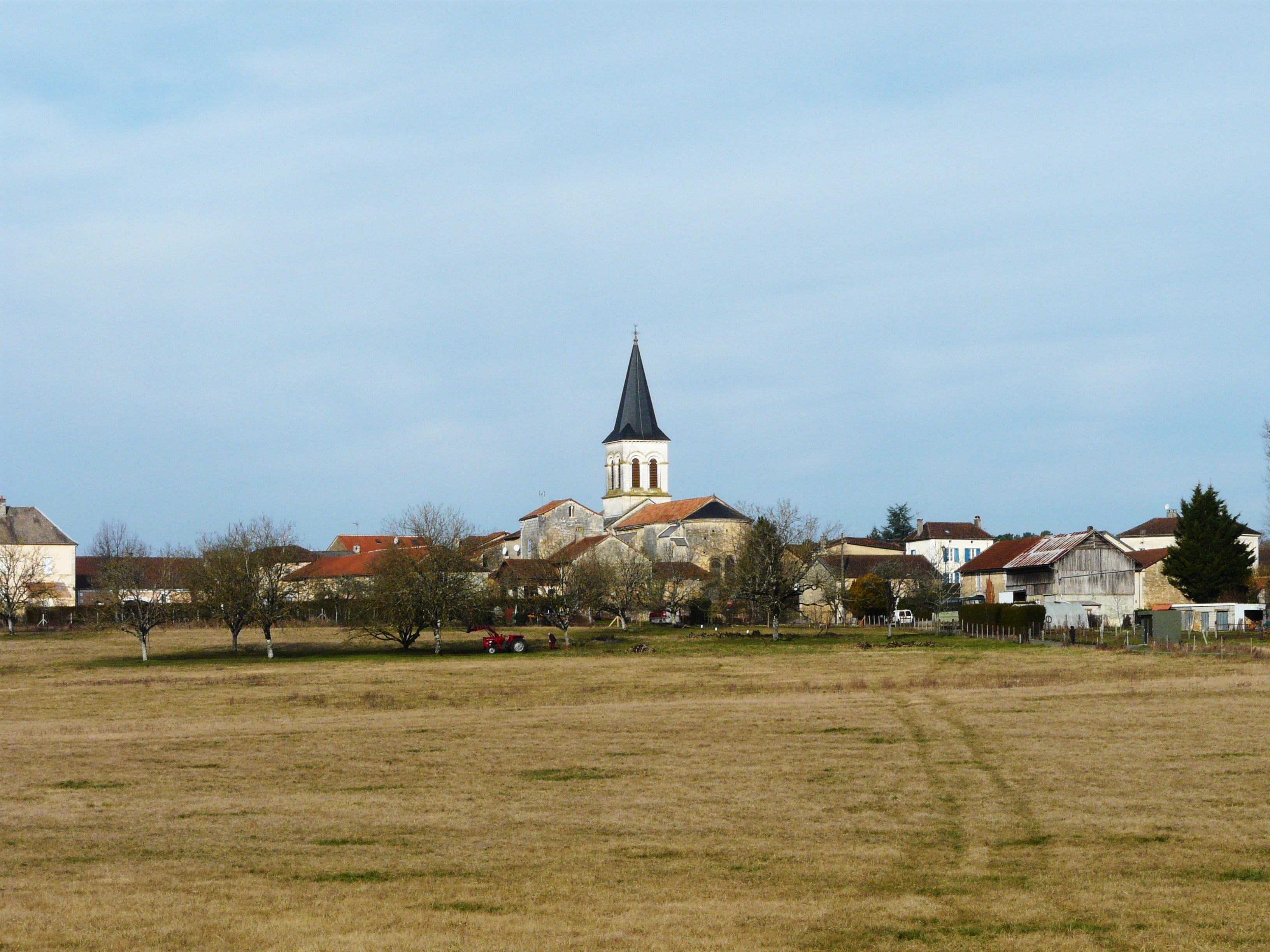

## Geografie
De oppervlakte van Négrondes bedraagt 20,1 km², de bevolkingsdichtheid is 32,8 inwoners per km².

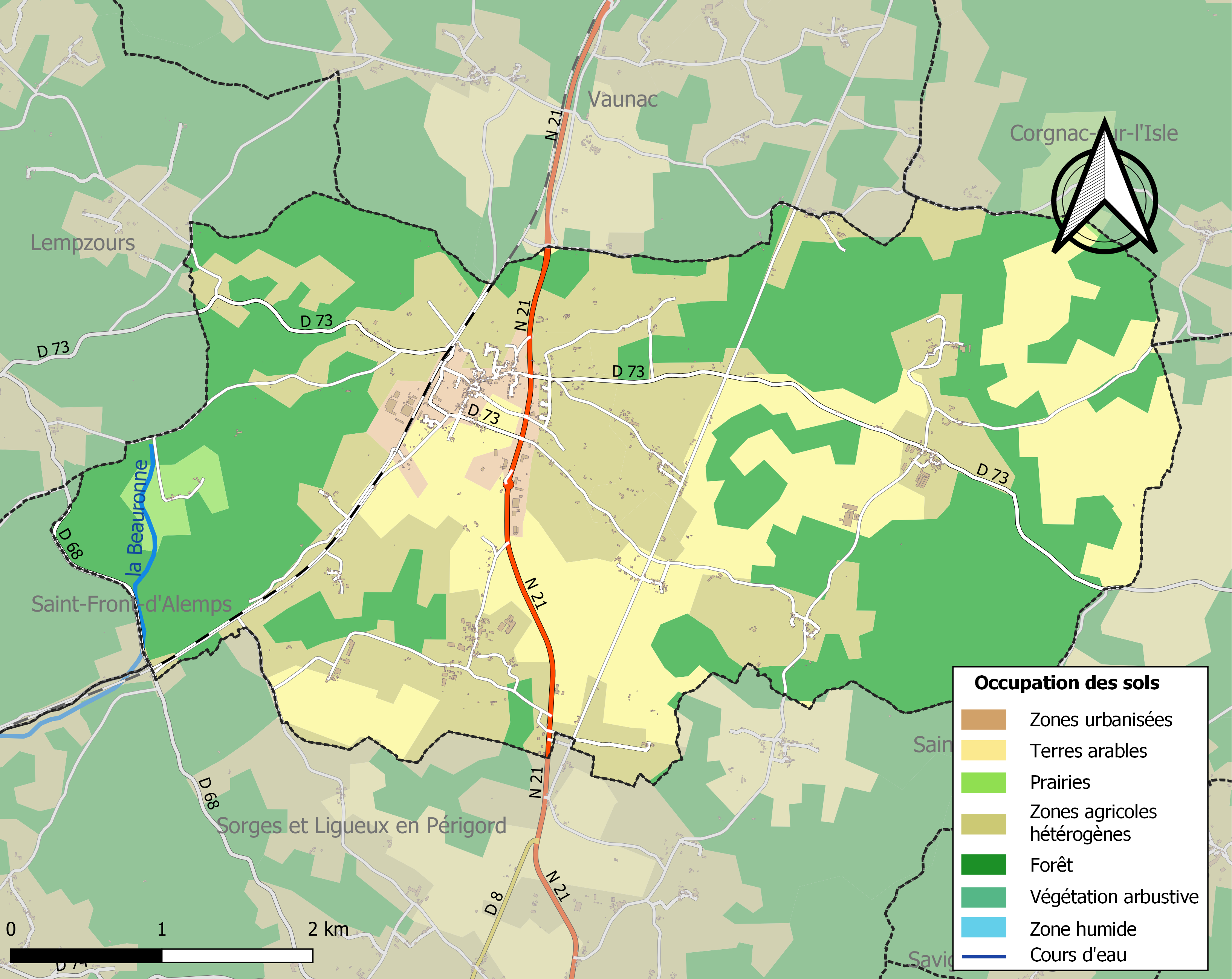
Kaart van de gemeente met de belangrijkste infrastructuur, bodemgebruik en omliggende gemeenten

## Verkeer
In de gemeente ligt de spoorweghalte Négrondes.

## Demografie
Onderstaande figuur toont het verloop van het inwonertal (bron: INSEE-tellingen).